# Pseudo-collision
En cryptographie, on parle de pseudo-collision pour désigner deux résultats issus d'une même fonction de hachage qui présentent des similitudes significatives. Une signature A et une signature B peuvent par exemple avoir 70 % de leurs bits en commun lorsqu'on les compare deux par deux. La recherche de pseudo-collisions précède la découverte d'une faille, nommée collision complète, qui rend la fonction de hachage « non-cryptographique ».
Une attaque qui recherche des pseudo-collisions n'est pas très utile a priori mais peut s'avérer fatale si l'empreinte générée par la fonction de hachage est tronquée ou est soumise à une transformation particulière qui la rend plus vulnérable (par exemple, prendre un bit sur deux pour faire une empreinte plus courte). 